# Піявичино
42°56′ пн. ш. 17°21′ сх. д. / 42.93° пн. ш. 17.35° сх. д.
Піявичино (хорв. Pijavičino) — населений пункт у Хорватії, в Дубровницько-Неретванській жупанії у складі громади Оребич.

## Населення
Населення за даними перепису 2011 року становило 113 осіб.
Динаміка чисельності населення поселення: